# Antistitium (Chur)

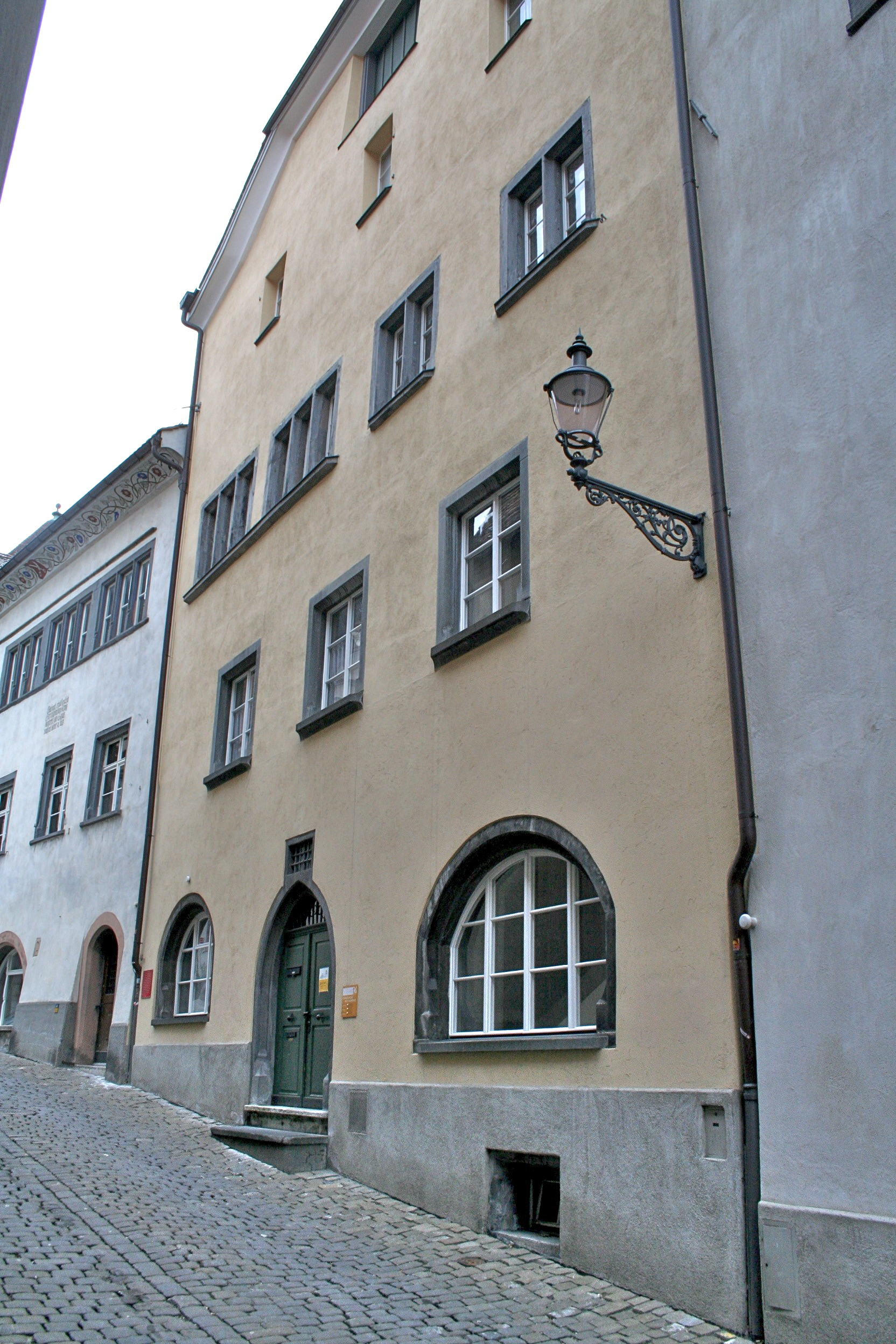
Antistitium Sicht von unten

Das Antistitium in Chur im Kanton Graubünden ist ein denkmalgeschütztes Gebäude in der Kirchgasse 12 in der Altstadt.

## Geschichte
Seit dem Bündnis des Grauen Bundes mit den Gottesgerichten im Jahre 1425 diente das Gebäude einzelnen Eliten des aufkeimenden rätischen Freistaates als Wohn- und Versammlungsort in Verhandlungen mit dem Bischof, dessen Machtansprüche die Churer einschränken wollten. Nach dem Stadtbrand von 1464 kaufte es der Disentiser Abt Johannes Schnagg vom Churer Johannes Iter, der es teilweise wieder hergerichtet, und mit dem benachbarten Hause erweitert hatte.
Bis zur Reformation nutzte das Gebäude das Kloster Disentis.
1529 erwarb der Landrichter und Soldführer Hans v. Capol (der Elter, Fähnrich im Schwabenkrieg) vom Kloster eine Haushälfte, dies im Zusammenhang mit seiner Konversion zum evangelischen Glauben. 1557 verkauften er und seine Frau Emerita v. Mont ihren Gebäudeteil (mit Capol-Wappen im Innern) der evangelischen Kirchgemeinde. In der Zeit nach der Reformation diente es ab 1557 als Amtssitz des Churer Hauptpfarrers, des Antistes, dessen Predigtstätte die Martinskirche direkt gegenüber war. Als eines der wenigen Gebäude blieb es vom Stadtbrand von 1574 verschont.

## Ausstattung
Das letztmals 2020 bis 2022 restaurierte Gebäude wirkt wuchtig mit vier Geschossen, einem bogenförmigen Hauptportal und einem Walmdach. Die Fenster weisen spätgotischen Stil auf.
Im Inneren ist sehenswert im 2. OG eine flachgedeckte und getäferte Prunkstube, deren Decke mit Ornamenten überzogen ist, ergänzt von einer schlichteren Nebenstube. Die sogenannte Hasenstube im einstigen Nachbarhaus zeigt Malereien aus dem Jahr 1580: In Umkehrung der Realität nehmen Tiere einen Jäger gefangen.

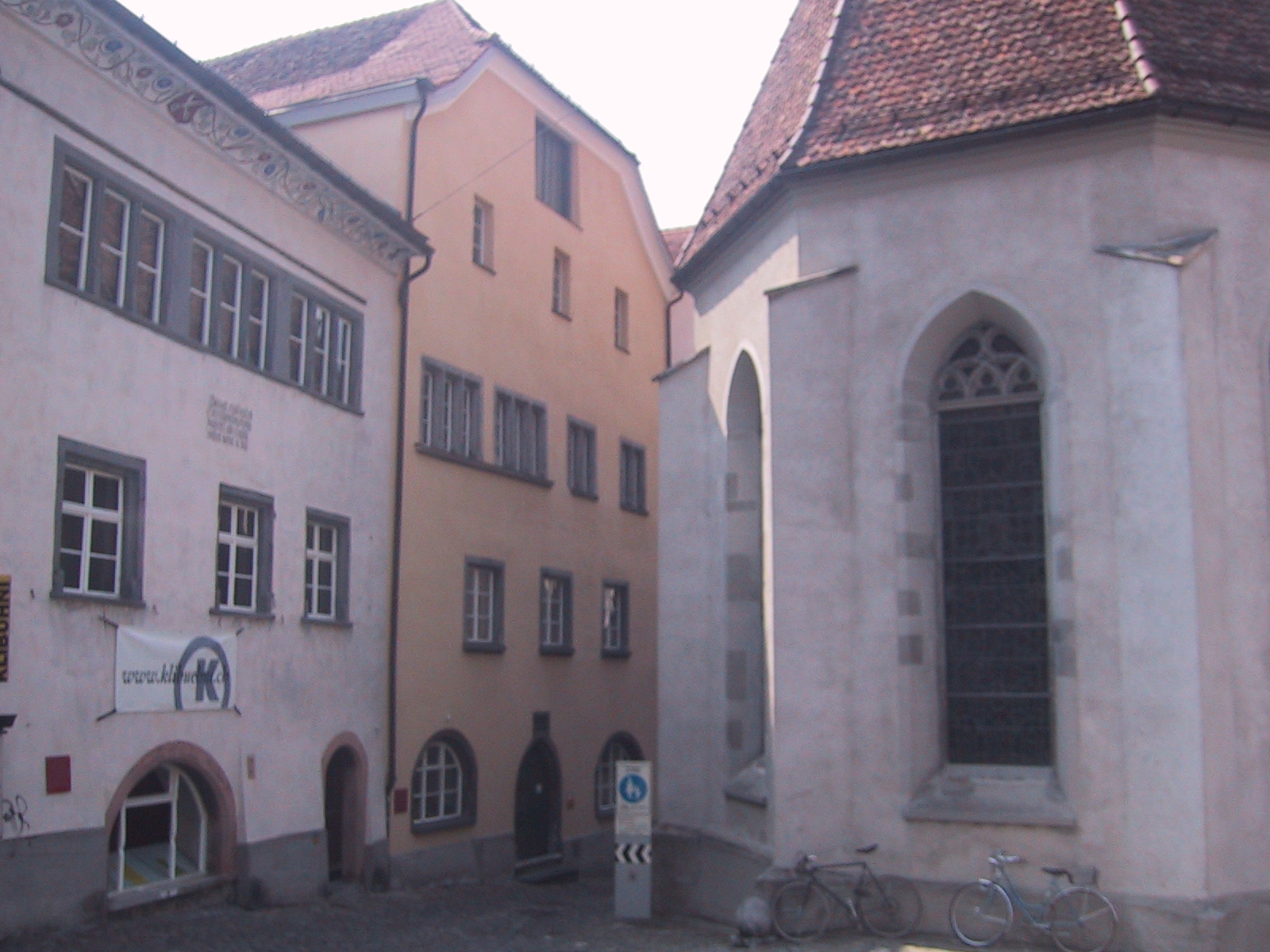
Antistitium Sicht von oben
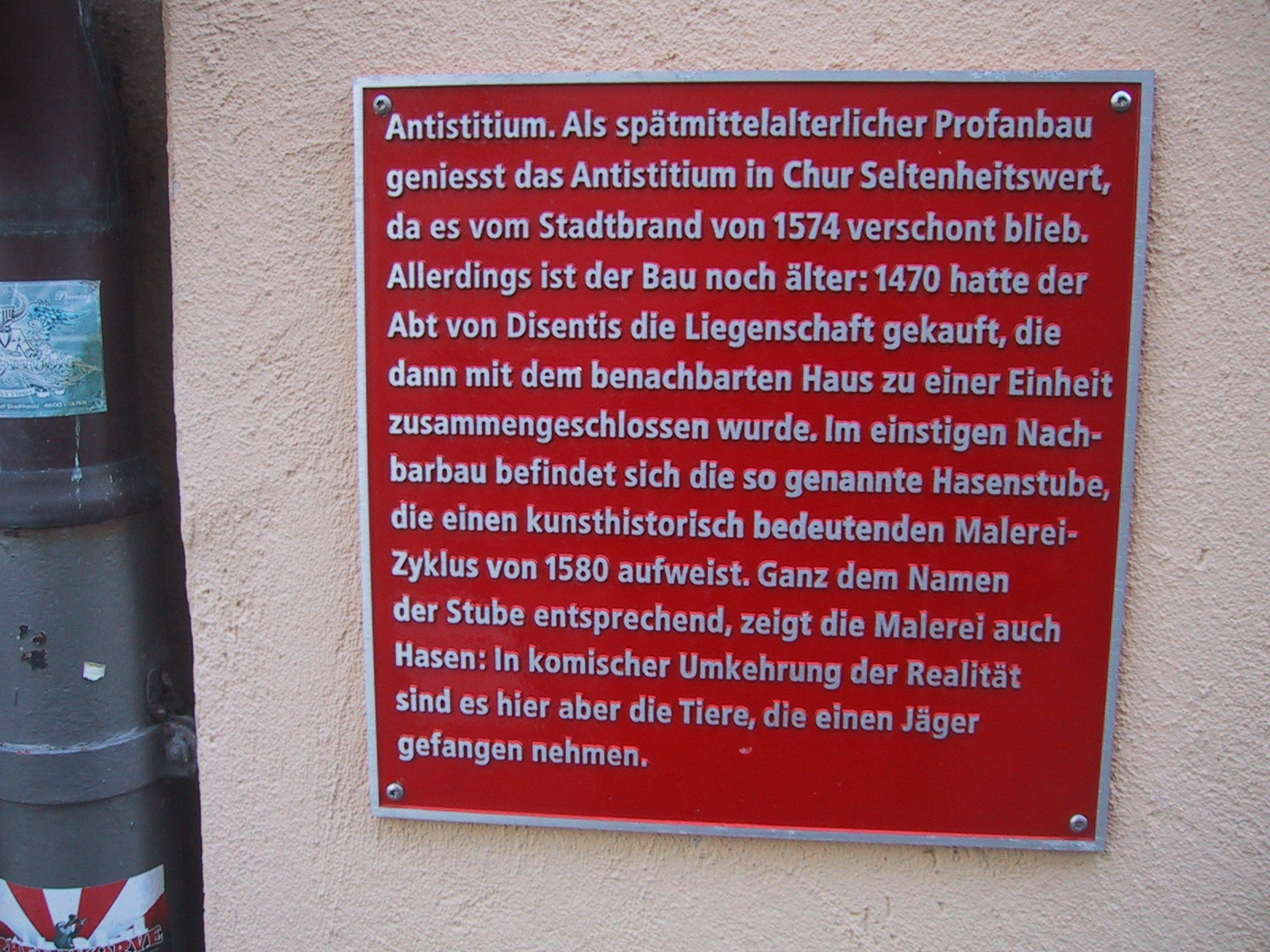
Tafel am Haus